# 麗清
麗清は、書画家。麗清流家元『麗清会』代表、国内外に500名以上の書生を持つ。

## 略歴
- 貿易商を営む台湾人の父と日本人の母との間に生まれる。書には幼い頃から親しんでいる
- 1989年　日本墨滴会書道師範となる。
- 2008年スロヴェニア文化術親善大使を称号。スロベニア民俗博物館に、作品『ZEN FUTRUE』が東洋人として初めて永久保存される。
- 2011年　モナコ公国芸術祭にて、作品『月蝕 LUNAR ECLIPSE』がモナコ政府より”PRIX MAURICE RAVEL”　モーリスラベル賞を授与される。
- 2012年　フランス カンヌのCARLTON CANNES HOTEL『GALERIE DU CARLTON』にて作品展を開催。フランスニース『LES DEUX CANAILLES』にて常設展開催。3年の月日をかけて麗清自身が執筆、写真撮影、校生、デザインをした書籍『麗清的美心世界』を木耳社より出版。
- 2013年 麗清が自身で選曲、プロデュース、アートディレクションを手がけた癒し系アルバム『SENTIR月moon』がPacific moon recordsより発売。
- 2014年　麗清オリジナルデザイン食器ブランド 禅ZENシリーズの『MAKIGAMI』を発売。『HEINRICH WANG 八方新気』のインテリアデザイン、及び総合プロデュースを手がける。

## 作品
- 書籍 麗清的美心世界（木耳社） ISBN 978-4839351403
- CD SENTIR 月 moon   (Pacific moon records)
- 食器　禅ZEN　『MAKIGAMI』

## 作品展
- FRANCE CANNES HOTEL CARLTON CANNES　「Gallerie du Carlton」 『GODS of JAPAN　日本の神話』
- MANACO　国立レニエ３世オーディトリアム「RECONTRE ARTISTIQUE MONACO-JAPON」
- FRANCE NICE「Les Deux Canailles」常設展
- New York FELISSIMO GALLERY 写真家とコラボレーション『人の身体に書の世界を表現』
- 『麗清展』代官山HILL SIDE TERRACE 遥かなる宇宙の神秘・・・愛と平和のmessageをこめて
- 『麗清展』春風にのせて麗清的シノワズリな世界 REISEIS　EXHIBITION　NAGOYA HILTON HOTEL
- 『麗清書画展』神戸市北野町異人館倶楽部

## 出演

### TV
- TBSろ　世界バリバリバリューこんな所に来る人どんな人
- TV東京　みのもんた月曜エンターテイメント
- MBS　みかさつかさ1万人に一人の美しい髪を持つ書画家
- 日本TV　東山紀之の極上腹ペコレシピ

### 雑誌
- RICHESSE
- 和楽
- 25ans
- DEPARTURES
- SEVENHILLS
- ACT4
- PAVONE

## イベント
- スロヴェニアにて各国大使を招いての晩餐会での書画パフォーマンスを披露
- 『麗清的美心世界』出版記念パーティーにて、二胡奏者チェン・ミンとの書画パフォーマンス　コラボレーションを披露
- ジョエル・ロブション、EXCELLENCE INTERNATIONAL主催、M'et Art Tokyo2012 にて書画パフォーマンスを披露
- 京都FASHION CANTATA　オープニングにて写真家 桐島ローランドとのコラボレーションによる『アートパフォーマンス』を披露
- モナコ王室を記念してALBION ART COLLECTION による「ロシアの王女エカテリーナのティアラ＆マリーアントワネットの宝飾品をつけてゲスト出演」
- 満月の夜に開催された「五感が癒されるヌーベルシノア」食空間デザイナー　山本侑貴子とのトークショー
- KOBE HOTEL LA SUITE 　「六感で感じる癒しと感動の書の会 ： 麗清会」
- MIKIMOTO ACADEMY 「五感を刺激して『書』から伝わる癒しと感動の世界 ： 麗清会」

## 慈善活動
- スロヴェニア文化芸術親善大使としてスロヴェニアと日本の架け橋になるべく活動
- ジョエルロブション、Excellent International 主催　MetArt Tokyo 2012 にて書画アートパフォーマンスを披露。チャリティーオークションにて作品及び麗清デザインのキーベアを出品
- 感謝力を高める活動：世界感謝協会にて理事を努める
- 「地球綺麗活動」にて日本の川を定期的に清掃活動
- 動物愛護活動：NPO法人日本アニマルトラスト動物の孤児院ハッピーハウス
- 慈善活動：Save the Children JAPAN